# 이언 맥도널드
이언 맥코믹(Ian MacCormick, 1948년 10월 3일 – 2003년 8월 20일) 또는 가명인 이언 맥도널드(Ian MacDonald)는 영국의 음악 평론가이자 작가다. 예술 역사학자들의 기법을 빌려온 비틀즈 역사책 《머릿속의 혁명》(Revolution in the Head)과 러시아 작곡가 드미트리 쇼스타코비치를 연구한 《새로운 쇼스타코비치》(The New Shostakovich)의 저자로 유명하다. 맥도널드는 1970년 말에서 1980년 초까지 닉 드레이크의 재평가에 중요한 역할을 했다.

## 생애

### 활동
맥도널드는 킹스 칼리지에 잠시 다니면서 영어학을 공부하다 고고학 및 인류학으로 전과했다. 학교는 1년 뒤에 중퇴했다. 캐임브리지에 있을 당시 싱어송라이터 닉 드레이크와는 지인 사이었다. 1972년부터 1975년까지 NME에서 편집 조수로 지냈다. 콰이엇 선과 가사 작업을 함께한 그는 이어서 자신의 형제인 빌 맥코믹과 록시 뮤직의 기타 연주자 필 만자네라와 함께 작업을 했다. 이런 공동 작업은 1970년 말 《Listen Now》의 가사를 제공해주면서부터 재개되었다. 브라이언 이노는 만자네라 레이블을 달고 나온 그의 음반인 《Sub Rosa》 작업을 도와줬다.
그의 1984년 책인 《머릿속의 혁명: 비틀즈 음반과 60년대》(Revolution in the Head: The Beatles' Records and the Sixties)는 광범위한 주제와 영감의 원천을 예시로 들며 비틀즈 각각의 음반을 조심스럽게 분석하고 있다. 이 책에는 그들 노래를 개별적으로 분석한 내용이 수록되어 있으나, 동시에 주관적인 비평이 쓰여 있다. 폴 매카트니는 이러한 그의 사족에 불만을 표했다. 책을 위해 비틀즈의 오리지널 마스터 테이프에도 접근하여 조사를 했다. 책에는 1960년대 문화와 사회 변화와 비틀즈의 여파를 조사한 〈Fabled Foursome, Disappearing Decade〉이라는 수필도 존재한다. 싱글 차트 정상에 오른 비틀즈 싱글에 대해 쓰여진 책을 2002년 별도로 발간했다. 이 편집본은 새롭고 더 줄인 소개와 비틀즈의 컴필레이션 《1》에 수록된 곡만을 넣었다.
이후 러시아 작곡가 드미트리 쇼스타코비치를 연구한 《새로운 쇼스타코비치》(The New Shostakovich)를 썼다. 《머릿속의 혁명》의 성공에 자극받은 그는 《모조》와 《언컷》에서 대중음악에 대한 글을 쓰기 시작했다. 그가 죽기 몇 주 전인 2003년에는 작업물을 담은 선집 《The People's Music》가 발간되었다. 그는 《Birds, Beasts & Fishes: A Guide to Animal Lore and Symbolism》이라는 제목의 책과 데이비드 보위에 대해서도 글을 쓰고 있었지만 둘 모두 미발매 상태다.

### 죽음
2003년 8월, 맥도널드는 우울증에 시달리다 글로스터셔 주에 위치한 자택에서 자살했다. 향년 54세. 그는 자살 전에 경찰에 연락해달라는 쪽지를 정문에 붙여두었다. 그는 화장되어 유해는 가족과 친구에게 전달되었다. 필 만자네라의 음반 《6PM》에 수록된 트랙인 〈Wish You Well〉은 그를 추모하는 곡이다.

## 작업물

### 음반
- 콰이엇 선, 《Mainstream》 (1975)
- 필 만자네라, 《Diamond Head》 (1975)
- 필 만자네라/801, 《Listen Now》 (1977)

### 책
- 《Revolution in the Head: The Beatles' Records and the Sixties》. ISBN 1-84413-828-3
- 《The New Shostakovich》 (1990). ISBN 0-19-284026-6 (reprinted & updated in 2006)
- 《The People's Music》 (2003)